# Mekar Wangi (Bojongloa Kidul)
Mekar Wangi is een bestuurslaag in het regentschap Kota Bandung van de provincie West-Java, Indonesië. Mekar Wangi telt 9143 inwoners (volkstelling 2010).